# Tulkun Kurbanov
Tulkun Kurbanov (russisk: Тулкун Умарович Курбанов tr. Tulkun Umarovitj Kurbanov ; født 10. oktober 1936 i Tasjkent, Usbekiske SSR, Sovjetunionen, død 2002) var en usbekisk/sovjetisk komponist og lærer.
Kurbanov studerede komposition på Musikkonservatoriet i Tashkent (1961-1965). Han skrev otte symfonier, orkesterværker, symfoniske digtninge, kammermusik, instrumentale værker som alle bæger præg af usbekisk folkemusik. Kurbanov var assistent som lærer for Boris Arapov på Musikkonservatoriet i Leningrad (1968-1969), for derefter at blive fastansat lærer i komposition på Musikkonservatoriet i Tasjkent i 1969. Han hører til de ledende komponist fra Usbekistan.

## Udvalgte værker
- Symfoni nr. 1 (1961) - for orkester
- Symfoni nr. 2 (1964) - for orkester
- Symfoni nr. 3 (1966) - for orkester
- Symfoni nr. 4 (1975) - for orkester
- Symfoni nr. 5 "Khamza" (1976) - for trompet, slagtøj og strygeorkester
- Symfoni nr. 6 (1985) - for kammerorkester
- Symfoni nr. 7 (1990) - for orkester
- Symfoni nr. 8 (1991) - for orkester